# Habrovany (district de Vyškov)
Pour les articles homonymes, voir Habrovany.
Habrovany (en allemand : Habrowan) est une commune du district de Vyškov, dans la région de Moravie-du-Sud, en République tchèque. Sa population s'élevait à 865 habitants en 2020.

## Géographie
Habrovany se trouve à 10 km au sud-ouest de Vyškov, à 22 km à l'est-nord-est de Brno et à 200 km au sud-est de Prague.
La commune est limitée par Olšany au nord, par Nemojany au nord-est, par Tučapy et Komořany à l'est, et par Rousínov au sud et à l'ouest.

## Histoire
La première mention écrite de la localité date de 1350.